# Châteauroux Classic de l'Indre 2005
La 2e édition de la Châteauroux Classic de l'Indre a eu lieu le 21 août 2005. La course est inscrite au calendrier de l'UCI Europe Tour 2005 dans la catégorie 1.1.

## Classement final
|    | Coureur             | Pays     | Équipe                       |    | Temps           |
| -- | ------------------- | -------- | ---------------------------- | -- | --------------- |
| 1  | Jimmy Casper        | France   | Cofidis                      | en | 4 h 15 min 58 s |
| 2  | Danilo Napolitano   | Italie   | LPR                          |    | m.t.            |
| 3  | Jean-Patrick Nazon  | France   | AG2R Prévoyance              |    | m.t.            |
| 4  | William Bonnet      | France   | Auber 93                     |    | m.t.            |
| 5  | Anthony Geslin      | France   | Bouygues Télécom             |    | m.t.            |
| 6  | David García Dapena | Espagne  | LA Aluminios-Liberty Seguros |    | m.t.            |
| 7  | Linas Balčiūnas     | Lituanie | Agritubel-Loudon             |    | m.t.            |
| 8  | Bobbie Traksel      | Pays-Bas | MrBookmaker.com-Sports Tech  |    | m.t.            |
| 9  | Jaan Kirsipuu       | Estonie  | Crédit agricole              |    | m.t.            |
| 10 | Jonas Holmkvist     | Suède    | Amore & Vita-Beretta         |    | m.t.            |